# Eternul derby
Eternul derby, numit și Marele derby, Derby-ul României, Unicul derby, El Clasico de România, Clasicul României sau Derby de România  reprezintă fiecare meci de fotbal între rivalele Steaua București și FC Dinamo București, cele mai titrate și mai populare echipe din România. Pe lângă fotbal, rivalitatea dintre cele două este prezentă și în alte sporturi, precum rugby, polo pe apă sau handbal. În perioada interbelică, „eternul derbi” se referea la meciurile dintre Venus București și Rapid București.
Steaua și FC Dinamo București sunt cele mai iubite echipe din fotbalul românesc, o mare parte dintre microbiști fiind suporteri ai roș-albaștrilor, iar altă categorie numeroasă suporteri ai lui Dinamo.
Duelul Dinamo-Steaua este unul dintre cele opt jocuri europene cotate ca fiind de cinci stele în materie de rivalitate sportivă, alături de meciuri precum Real Madrid - FC Barcelona, Panathinaikos Atena – Olympiakos Pireu, Ajax Amsterdam - Feyenoord Rotterdam, Celtic Glasgow – Glasgow Rangers, Dinamo Zagreb – Hajduk Split, Steaua Roșie Belgrad - Partizan Belgrad, Galatasaray Istanbul - Fenerbahce Istanbul sau Dinamo Kiev - Șahtior Donețk.
Rivalitatea dintre cele două a început în primii ani de după înființarea lor, atât CSA Steaua cât și Dinamo fiind create după Al Doilea Război Mondial, evoluând direct în primul eșalon și luptându-se pentru trofee încă din anii 1950. Împreună, cele două echipe au câștigat aproape jumătate din titlurile de campioană a României, CSA Steaua având 25 de titluri, iar Dinamo 18. De asemenea, cele două au dominat și Cupa României, competiție în care Steaua a adunat 23 de trofee, iar Dinamo 13. Cele două echipe au înregistrat și cele mai bune rezultate în cupele europene din istoria fotbalului românesc, CSA Steaua fiind singura formație a României care a câștigat 2 trofee continentale, Cupa Campionilor Europeni si Supercupa Europei, a mai disputat o finala a Cupei Campionilor Europeni, o finala a Cupei Intercontinentale iar Dinamo a ajuns până în semifinalele Cupei Campionilor, ediția 1983-1984, și ale Cupei Cupelor, ediția 1989-1990.

## Trofee
| Competiția             | Roș-albaștrii | Roș-albaștrii | Dinamo |
| Competiția             | CSA Steaua    | FCSB          | Dinamo |
| ---------------------- | ------------- | ------------- | ------ |
| SuperLiga României     | 27            | 2             | 18     |
| Cupa României          | 23            | 1             | 13     |
| Supercupa României     | 7             | 1             | 2      |
| Cupa Ligii             | 2             | 0             | 1      |
| Liga Campionilor UEFA  | 1             | 0             | 0      |
| Supercupa Europei UEFA | 1             | 0             | 0      |
| Total                  | 61            | 4             | 34     |

## Bilanț total
Actualizat: 2 august 2025
| Competiția         | M   | VS | E  | VD | GolS | GolD |
| ------------------ | --- | -- | -- | -- | ---- | ---- |
| SuperLiga României | 157 | 53 | 54 | 50 | 226  | 205  |
| Cupa României      | 30  | 18 | 3  | 9  | 58   | 41   |
| Supercupa României | 2   | 1  | 0  | 1  | 4    | 4    |
| Cupa Ligii         | 2   | 0  | 0  | 2  | 2    | 7    |
| TOTAL              | 191 | 72 | 57 | 62 | 290  | 257  |

## Toate meciurile

### SuperLiga României
| #   | Dată               | Echipa gazdă | Rezultat  | Echipa oaspete | Goluri (gazde)                                                       | Goluri (oaspeți)                                          |
| --- | ------------------ | ------------ | --------- | -------------- | -------------------------------------------------------------------- | --------------------------------------------------------- |
| 1   | 21 noiembrie 1948  | CSCA         | 0–1 (0–1) | Dinamo         | —                                                                    | M. Apostol (?)                                            |
| 2   | 29 iunie 1949      | Dinamo       | 3–3 (1–2) | CSCA           | Moisescu (30), Farkaș (p. 71, 86)                                    | N. Drăgan (25), Hallasz (40), Serfõzõ (49)                |
| 3   | 19 martie 1950     | Dinamo       | 2–2 (1–1) | CCA            | Farkaș (p. 37, 56)                                                   | N. Drăgan (33, 63)                                        |
| 4   | 13 august 1950     | Dinamo       | 0–1 (0–1) | CCA            | —                                                                    |                                                           |
| 5   | 6 mai 1951         | CCA          | 2–1 (2–0) | Dinamo         | Zavoda I (20), N. Roman (25)                                         |                                                           |
| 6   | 1 octombrie 1951   | Dinamo       | 6–2 (2–0) | CCA            | Lutz (5), Nicolae (36), Ene (54, 57, 71), Suru (73)                  | Moldoveanu (p. 68), Ferenczi (82)                         |
| 7   | 17 august 1952     | CCA          | 1–1 (0–1) | Dinamo         |                                                                      | V. Moldovan (74)                                          |
| 8   | 2 noiembrie 1952   | Dinamo       | 1–0 (0–0) | CCA            |                                                                      | —                                                         |
| 9   | 22 aprilie 1953    | Dinamo       | 2–1 (0–0) | CCA            |                                                                      | Bone (?)                                                  |
| 10  | 6 octombrie 1953   | CCA          | 1–3 (0–3) | Dinamo         | Ivanescu (85)                                                        |                                                           |
| 11  | 16 iunie 1954      | Dinamo       | 0–0 (0–0) | CCA            | —                                                                    | —                                                         |
| 12  | 17 octombrie 1954  | CCA          | 2–2 (2–1) | Dinamo         | Alecsandrescu (11, 20)                                               |                                                           |
| 13  | 13 aprilie 1955    | CCA          | 0–0 (0–0) | Dinamo         | —                                                                    | —                                                         |
| 14  | 6 noiembrie 1955   | Dinamo       | 2–1 (1–1) | CCA            |                                                                      | Tătaru I (1)                                              |
| 15  | 11 aprilie 1956    | Dinamo       | 0–4 (0–2) | CCA            | —                                                                    | Zavoda I (19), Tătaru I (25, 80), Alecsandrescu (74)      |
| 16  | 16 septembrie 1956 | CCA          | 4–3 (4–1) | Dinamo         |                                                                      |                                                           |
| 17  | 9 octombrie 1957   | Dinamo       | 3–2 (2–1) | CCA            |                                                                      |                                                           |
| 18  | 5 iunie 1958       | CCA          | 2–0 (2–0) | Dinamo         |                                                                      | —                                                         |
| 19  | 12 octombrie 1958  | CCA          | 0–2 (0–1) | Dinamo         | —                                                                    |                                                           |
| 20  | 10 mai 1959        | Dinamo       | 0–1 (0–1) | CCA            | —                                                                    | Alecsandrescu (?)                                         |
| 21  | 16 septembrie 1959 | Dinamo       | 2–1 (0–0) | CCA            |                                                                      |                                                           |
| 22  | 20 martie 1960     | CCA          | 3–3 (1–2) | Dinamo         | Alecsandrescu (?), Constantin (?, ?)                                 |                                                           |
| 23  | 13 noiembrie 1960  | CCA          | 3–2 (2–2) | Dinamo         | Alecsandrescu (15), Constantin (p. 43, 81)                           | Varga (17), Țîrcovnicu (19)                               |
| 24  | 26 iunie 1961      | Dinamo       | 2–3 (1–3) | CCA            |                                                                      | Constantin (?), Raksi (?), Tătaru I (?)                   |
| 25  | 1 noiembrie 1961   | Dinamo       | 1–1 (1–0) | CCA            | David (1)                                                            | Constantin (p. 85)                                        |
| 26  | 30 aprilie 1962    | CCA          | 0–1 (0–0) | Dinamo         | —                                                                    | Varga (p. 59)                                             |
| 27  | 11 noiembrie 1962  | Dinamo       | 2–2 (0–0) | Steaua         |                                                                      |                                                           |
| 28  | 26 mai 1963        | Steaua       | 0–0 (0–0) | Dinamo         | —                                                                    | —                                                         |
| 29  | 13 octombrie 1963  | Dinamo       | 3–2 (0–1) | Steaua         |                                                                      |                                                           |
| 30  | 10 mai 1964        | Steaua       | 4–1 (1–0) | Dinamo         | Pavlovici (?, ?), Voinea (?), ? (?)                                  |                                                           |
| 31  | 27 decembrie 1964  | Steaua       | 0–1 (0–0) | Dinamo         | —                                                                    |                                                           |
| 32  | 2 iunie 1965       | Dinamo       | 2–1 (1–1) | Steaua         |                                                                      |                                                           |
| 33  | 3 octombrie 1965   | Steaua       | 3–3 (1–1) | Dinamo         | Pavlovici (3, p. 58), Creiniceanu (85)                               | Ene II (7), O. Popescu (47), Pârcălab (84)                |
| 34  | 8 mai 1966         | Dinamo       | 1–1 (1–0) | Steaua         | Varga (?)                                                            | Voinea (?)                                                |
| 35  | 4 septembrie 1966  | Dinamo       | 1–1 (1–0) | Steaua         | Petescu (a. ?)                                                       | Constantin (?)                                            |
| 36  | 15 martie 1967     | Steaua       | 1–0 (0–0) | Dinamo         | Voinea (77)                                                          | —                                                         |
| 37  | 23 septembrie 1967 | Dinamo       | 0–1 (0–0) | Steaua         | —                                                                    | Negrea (?)                                                |
| 38  | 21 aprilie 1968    | Steaua       | 0–2 (0–1) | Dinamo         | —                                                                    |                                                           |
| 39  | 1 septembrie 1968  | Steaua       | 0–1 (0–0) | Dinamo         | —                                                                    | M. Lucescu (?)                                            |
| 40  | 26 martie 1969     | Dinamo       | 4–2 (0–1) | Steaua         |                                                                      | Pantea (5), ? (?)                                         |
| 41  | 7 septembrie 1969  | Steaua       | 2–3 (0–2) | Dinamo         | Creiniceanu (53), Tătaru II (70)                                     | Sălceanu (17, 52), Dumitrache (25)                        |
| 42  | 29 martie 1970     | Dinamo       | 0–1 (0–1) | Steaua         | —                                                                    | Tătaru II (8)                                             |
| 43  | 25 octombrie 1970  | Dinamo       | 3–0 (2–0) | Steaua         | Sălceanu (41), R.Nunweiller (42), Dinu (67)                          | —                                                         |
| 44  | 9 mai 1971         | Steaua       | 0–1 (0–1) | Dinamo         | —                                                                    | Sălceanu (17)                                             |
| 45  | 1 decembrie 1971   | Dinamo       | 1–0 (0–0) | Steaua         | R. Nunweiller (68)                                                   | —                                                         |
| 46  | 4 iunie 1972       | Steaua       | 0–1 (0–1) | Dinamo         | —                                                                    | Dumitriu II (8)                                           |
| 47  | 19 noiembrie 1972  | Dinamo       | 2–1 (1–1) | Steaua         | M. Lucescu (9), Dumitrache (56)                                      | I. Dumitru (8)                                            |
| 48  | 10 iunie 1973      | Steaua       | 0–2 (0–1) | Dinamo         | —                                                                    | A. Moldovan (p. 17), Dumitrache (70)                      |
| 49  | 11 noiembrie 1973  | Dinamo       | 0–2 (0–1) | Steaua         | —                                                                    | I. Dumitru (?), Pantea (?)                                |
| 50  | 26 mai 1974        | Steaua       | 1–3 (0–2) | Dinamo         | Iordănescu (?)                                                       | M. Lucescu (13), Custov (?), ? (?)                        |
| 51  | 25 august 1974     | Dinamo       | 2–0 (0–0) | Steaua         |                                                                      | —                                                         |
| 52  | 15 martie 1975     | Steaua       | 1–3 (0–0) | Dinamo         |                                                                      |                                                           |
| 53  | 2 noiembrie 1975   | Dinamo       | 3–3 (1–2) | Steaua         | D. Georgescu (43, 52), A. Sătmăreanu (45)                            | Co. Zamfir (?, ?), Iordănescu (?)                         |
| 54  | 23 mai 1976        | Steaua       | 1–1 (0–1) | Dinamo         | Iordănescu (p. 73)                                                   | D. Georgescu (35)                                         |
| 55  | 1 septembrie 1976  | Dinamo       | 5–2 (2–1) | Steaua         | Custov (3), D. Georgescu (39, 90), M. Lucescu (70), I. Moldovan (83) | Troi (19), M. Răducanu (?)                                |
| 56  | 27 martie 1977     | Steaua       | 2–2 (2–2) | Dinamo         | Vigu (29), Năstase (43)                                              | M. Lucescu (15, 45)                                       |
| 57  | 27 noiembrie 1977  | Steaua       | 3–3 (3–2) | Dinamo         | Troi (?), Năstase (?, ?)                                             |                                                           |
| 58  | 4 iunie 1978       | Dinamo       | 0–1 (0–0) | Steaua         | —                                                                    | Iordănescu (72)                                           |
| 59  | 26 noiembrie 1978  | Dinamo       | 1–1 (1–1) | Steaua         |                                                                      | T. Stoica (7)                                             |
| 60  | 6 iunie 1979       | Steaua       | 2–1 (1–1) | Dinamo         | M. Răducanu (?), Iordănescu (?)                                      | D. Georgescu (?)                                          |
| 61  | 9 septembrie 1979  | Steaua       | 1–1 (0–1) | Dinamo         | Agiu (?)                                                             |                                                           |
| 62  | 16 martie 1980     | Dinamo       | 1–1 (1–1) | Steaua         |                                                                      | Ad. Ionescu (?)                                           |
| 63  | 5 octombrie 1980   | Dinamo       | 0–2 (0–2) | Steaua         | —                                                                    | Zahiu (?), M. Răducanu (?)                                |
| 64  | 3 mai 1981         | Steaua       | 1–1 (0–1) | Dinamo         | Sameș (85)                                                           |                                                           |
| 65  | 14 octombrie 1981  | Steaua       | 0–0 (0–0) | Dinamo         | —                                                                    | —                                                         |
| 66  | 18 aprilie 1982    | Dinamo       | 2–1 (1–1) | Steaua         |                                                                      |                                                           |
| 67  | 3 octombrie 1982   | Steaua       | 1–1 (0–0) | Dinamo         | Eduard (?)                                                           |                                                           |
| 68  | 22 aprilie 1983    | Dinamo       | 1–1 (0–0) | Steaua         | A. Nicolae (49)                                                      | Iovan (66)                                                |
| 69  | 22 octombrie 1983  | Dinamo       | 0–3 (0–1) | Steaua         | —                                                                    | Lăcătuș (?), Majearu (?), Pițurcă (?)                     |
| 70  | 16 mai 1984        | Steaua       | 1–1 (1–0) | Dinamo         |                                                                      |                                                           |
| 71  | 11 noiembrie 1984  | Steaua       | 1–2 (1–1) | Dinamo         | Petcu (26)                                                           | Andone (34), Dragnea (41)                                 |
| 72  | 15 mai 1985        | Dinamo       | 0–0 (0–0) | Steaua         | —                                                                    | —                                                         |
| 73  | 18 august 1985     | Steaua       | 1–0 (1–0) | Dinamo         | Pițurcă (34)                                                         | —                                                         |
| 74  | 28 mai 1986        | Dinamo       | 2–1 (1–0) | Steaua         | M. Damaschin (11), Mihăescu (77)                                     | Majearu (p. 79)                                           |
| 75  | 26 noiembrie 1986  | Steaua       | 3–0 (1–0) | Dinamo         | Bumbescu (5), Pițurcă (58, p. 79)                                    | —                                                         |
| 76  | 13 mai 1987        | Dinamo       | 1–1 (1–0) | Steaua         | Mateuț (35)                                                          | Weiszenbacher (69)                                        |
| 77  | 2 decembrie 1987   | Dinamo       | 0–0 (0–0) | Steaua         | —                                                                    | —                                                         |
| 78  | 8 iunie 1988       | Steaua       | 3–3 (1–1) | Dinamo         | Hagi (15, 57), Lăcătuș (49)                                          | Vaișcovici (p. 32, 66), Cămătaru (61)                     |
| 79  | 3 decembrie 1988   | Dinamo       | 0–0 (0–0) | Steaua         | —                                                                    | —                                                         |
| 80  | 22 martie 1989     | Steaua       | 2–1 (1–0) | Dinamo         | Hagi (14), Balint (87)                                               | Andone (75)                                               |
| 81  | 9 septembrie 1989  | Steaua       | 0–3 (0–1) | Dinamo         | —                                                                    | Mateuț (15), D. Timofte (76), Ce. Zamfir (84)             |
| 82  | 15 martie 1990     | Dinamo       | 2–2 (0–1) | Steaua         | Răducioiu (58), Lupu (p. 83)                                         | Hagi (14), Balint (79)                                    |
| 83  | 10 octombrie 1990  | Dinamo       | 1–0 (1–0) | Steaua         | M. Damaschin (22)                                                    | —                                                         |
| 84  | 5 mai 1991         | Steaua       | 1–0 (0–0) | Dinamo         | D. Petrescu (55)                                                     | —                                                         |
| 85  | 6 octombrie 1991   | Dinamo       | 1–0 (0–0) | Steaua         | Demollari (63)                                                       | —                                                         |
| 86  | 19 aprilie 1992    | Steaua       | 1–1 (0–1) | Dinamo         | Doboș (78)                                                           | Gerstenmájer (18)                                         |
| 87  | 26 septembrie 1992 | Steaua       | 1–0 (1–0) | Dinamo         | I. Dumitrescu (10)                                                   | —                                                         |
| 88  | 25 aprilie 1993    | Dinamo       | 1–1 (0–0) | Steaua         | Hanganu (54)                                                         | Panduru (73)                                              |
| 89  | 15 august 1993     | Dinamo       | 0–3 (0–0) | Steaua         | —                                                                    | Vlădoiu (58), I. Dumitrescu (76), Ad. Ilie (85)           |
| 90  | 4 decembrie 1993   | Steaua       | 1–0 (0–0) | Dinamo         | I. Dumitrescu (70)                                                   | —                                                         |
| 91  | 2 octombrie 1994   | Steaua       | 2–0 (0–0) | Dinamo         | Ad. Ilie (53), Roșu (75)                                             | —                                                         |
| 92  | 14 aprilie 1995    | Dinamo       | 0–0 (0–0) | Steaua         | —                                                                    | —                                                         |
| 93  | 22 septembrie 1995 | Dinamo       | 1–1 (0–0) | Steaua         | Csik II (70)                                                         | Roșu (56)                                                 |
| 94  | 6 martie 1996      | Steaua       | 4–2 (1–0) | Dinamo         | Pârvu (35), Vlădoiu (49, 69, p. 78)                                  | Dănciulescu (80, 85)                                      |
| 95  | 2 noiembrie 1996   | Dinamo       | 0–0 (0–0) | Steaua         | —                                                                    | —                                                         |
| 96  | 10 mai 1997        | Steaua       | 3–1 (2–0) | Dinamo         | Ciocoiu (32, 43), D. Șerban (90)                                     | Mihalcea (55)                                             |
| 97  | 15 octombrie 1997  | Dinamo       | 1–3 (1–0) | Steaua         | Mihalcea (18)                                                        | A. Matei (74), C. Munteanu (p. 78), Dănciulescu (85)      |
| 98  | 4 aprilie 1998     | Steaua       | 5–0 (2–0) | Dinamo         | Dănciulescu (19, 65), I. Rotariu (35), D. Șerban (57), Ciocoiu (87)  | —                                                         |
| 99  | 8 noiembrie 1998   | Steaua       | 1–1 (1–0) | Dinamo         | Dănciulescu (25)                                                     | Contra (65)                                               |
| 100 | 15 mai 1999        | Dinamo       | 0–0 (0–0) | Steaua         | —                                                                    | —                                                         |
| 101 | 24 octombrie 1999  | Steaua       | 1–1 (0–1) | Dinamo         | Roșu (60)                                                            | Mutu (8)                                                  |
| 102 | 22 aprilie 2000    | Dinamo       | 3–2 (1–1) | Steaua         | Fl. Petre (44), Lupescu (52), Mihalcea (73)                          | Ciocoiu (26), Dănciulescu (71)                            |
| 103 | 19 august 2000     | Steaua       | 4–1 (1–0) | Dinamo         | Vlădoiu (15, 89, 90), Dănciulescu (70)                               | Kiriță (72)                                               |
| 104 | 1 aprilie 2001     | Dinamo       | 1–0 (0–0) | Steaua         | R. Niculescu (a. 80)                                                 | —                                                         |
| 105 | 3 noiembrie 2001   | Dinamo       | 2–0 (1–0) | Steaua         | Mihalcea (26), Bolohan (49)                                          | —                                                         |
| 106 | 19 mai 2002        | Steaua       | 2–2 (1–2) | Dinamo         | Cl. Răducanu (12), Luca (78)                                         | Vl. Munteanu (4), Onuț (15)                               |
| 107 | 15 septembrie 2002 | Steaua       | 1–1 (0–0) | Dinamo         | Miu (52)                                                             | Vl. Munteanu (73)                                         |
| 108 | 23 martie 2003     | Dinamo       | 2–4 (1–2) | Steaua         | Dănciulescu (p. 33), Tamaș (90+1)                                    | Cl. Răducanu (5, 90+3), Boștină (45), Aliuță (55)         |
| 109 | 23 august 2003     | Steaua       | 1–0 (0–0) | Dinamo         | Cl. Răducanu (50)                                                    | —                                                         |
| 110 | 27 martie 2004     | Dinamo       | 2–1 (1–0) | Steaua         | Bărcăuan (21), Grigorie (90+3)                                       | Neaga (88)                                                |
| 111 | 22 august 2004     | Dinamo       | 0–1 (0–0) | Steaua         | —                                                                    | An. Cristea (84)                                          |
| 112 | 10 aprilie 2005    | Steaua       | 1–0 (1–0) | Dinamo         | Dică (10)                                                            | —                                                         |
| 113 | 18 septembrie 2005 | Steaua       | 2–2 (2–1) | Dinamo         | Goian (6), Dică (15)                                                 | Zicu (41), Bălțoi (87)                                    |
| 114 | 9 aprilie 2006     | Dinamo       | 1–1 (1–0) | Steaua         | Cl. Niculescu (38)                                                   | Cristocea (90+2)                                          |
| 115 | 20 septembrie 2006 | Dinamo       | 1–0 (0–0) | Steaua         | D. Șerban (90+1)                                                     | —                                                         |
| 116 | 7 aprilie 2007     | Steaua       | 2–4 (0–3) | Dinamo         | V. Badea (47), Théréau (90+7)                                        | C. Munteanu (7), Dănciulescu (22), Cl. Niculescu (34, 50) |
| 117 | 24 noiembrie 2007  | Steaua       | 1–0 (0–0) | Dinamo         | Neaga (66)                                                           | —                                                         |
| 118 | 4 mai 2008         | Dinamo       | 2–1 (1–0) | Steaua         | Bratu (p. 41), Dănciulescu (57)                                      | Ghionea (70)                                              |
| 119 | 1 noiembrie 2008   | Dinamo       | 1–1 (0–1) | Steaua         | Ad. Cristea (84)                                                     | Kapetanos (8)                                             |
| 120 | 8 mai 2009         | Steaua       | 1–1 (0–0) | Dinamo         | Moți (a. 81)                                                         | P. Marin (a. 88)                                          |
| 121 | 30 august 2009     | Steaua       | 0–1 (0–1) | Dinamo         | —                                                                    | Tamaș (23)                                                |
| 122 | 17 martie 2010     | Dinamo       | 2–0 (1–0) | Steaua         | Alexe (39), An. Cristea (82)                                         | —                                                         |
| 123 | 17 octombrie 2010  | Dinamo       | 2–1 (2–1) | Steaua         | Ad. Cristea (p. 31), Niculae (p. 35)                                 | Stancu (23)                                               |
| 124 | 25 aprilie 2011    | Steaua       | 0–1 (0–1) | Dinamo         | —                                                                    | Torje (26)                                                |
| 125 | 5 decembrie 2011   | Dinamo       | 1–3 (1–1) | Steaua         | Niculae (20)                                                         | Rusescu (22, 59), M. Costea (90+2)                        |
| 126 | 17 mai 2012        | Steaua       | 3–2 (1–1) | Dinamo         | Rusescu (p. 43), Iliev (48, 64)                                      | Curtean (21), Țucudean (86)                               |
| 127 | 4 noiembrie 2012   | Steaua       | 3–1 (0–1) | Dinamo         | Rusescu (p. 63, 83), Szukała (87)                                    | Alexe (38)                                                |
| 128 | 10 mai 2013        | Dinamo       | 0–2 (0–1) | Steaua         | —                                                                    | Boubacar (a. 13), Tănase (69)                             |
| 129 | 11 august 2013     | Dinamo       | 1–2 (0–2) | Steaua         | D. Rotariu (68)                                                      | Latovlevici (6), Fai (a. 38)                              |
| 130 | 1 martie 2014      | Steaua       | 1–1 (0–0) | Dinamo         | Keserü (89)                                                          | D. Grigore (57)                                           |
| 131 | 31 octombrie 2014  | Steaua       | 3–0 (1–0) | Dinamo         | Łukasz Szukała (45+2), Paul Papp (78), Keserü (80)                   | —                                                         |
| 132 | 3 mai 2015         | Dinamo       | 1–3 (0–0) | Steaua         | Elhamed (90+13)                                                      | Nicolae Stanciu (p. 60, 79), Andrei Prepeliță (90+23)     |
| 133 | 9 august 2015      | Steaua       | 0-0 (0-0) | Dinamo         | —                                                                    | —                                                         |
| 134 | 22 noiembrie 2015  | Dinamo       | 3-1 (0-0) | Steaua         | Varela (a. 56), Antun Palić (67), Gnohéré (84)                       | Nicolae Stanciu (90+2)                                    |
| 135 | 6 martie 2016      | Dinamo       | 1-1 (0-1) | Steaua         | Eric Bicfalvi (81)                                                   | Jugurtha Hamroun (10)                                     |
| 136 | 10 aprilie 2016    | Steaua       | 1-1 (1-0) | Dinamo         | Filip (a. 16))                                                       | Harlem Gnohéré (48)                                       |
| 137 | 20 august 2016     | Steaua       | 1-1 (1-1) | Dinamo         | De Amorim (17)                                                       | Rotariu (11)                                              |
| 138 | 30 noiembrie 2016  | Dinamo       | 3-1 (2-1) | Steaua         | Sergiu Hanca (p. 37), Ionuț Nedelcearu (45+5), Adam Nemec (58)       | Fernando Boldrin (p. 4)                                   |
| 139 | 9 septembrie 2022  | Dinamo       | 1-2       | Steaua         | Lamine Ghezali (41)                                                  | Ștefan Cristinel Pacionel (44), Bogdan Chipirliu (50)     |
| 140 | 18 aprilie 2023    | Steaua       | 2-0       | Dinamo         | Bogdan Chipirliu (p. 19, 29)                                         | —                                                         |
| 141 | 15 mai 2023        | Dinamo       | 3-0       | Steaua         | Deniz Giafer (77), Lamine Ghezali (90+4, p. 90+9)                    | —                                                         |

Notă: Din anul 2017, meciurile din Liga 1 a României au fost disputate între FC FCSB S.A. și FC Dinamo, neputând fi încadrate în tradiționalul Etern Derby, deoarece palmaresul istoric este deținut de echipa CSA Steaua.

### Cupa României
| #  | Dată              | Faza competiției         | Echipa gazdă | Rezultat | Echipa oaspete | Goluri (gazde)                                                          | Goluri (oaspeți)                                                     |
| -- | ----------------- | ------------------------ | ------------ | -------- | -------------- | ----------------------------------------------------------------------- | -------------------------------------------------------------------- |
| 1  | 3 Decembrie 1952  | Semifinale               | CCA          | 3–2      | Dinamo         |                                                                         |                                                                      |
| 2  | 20 Mai 1959       | Sferturi                 | Dinamo       | 3–1      | CCA            |                                                                         |                                                                      |
| 3  | 19 Iulie 1964     | Finală                   | Dinamo       | 5–3      | Steaua         | O. Popescu (3, 88), R. Nunweiller (53), Pârcălab (60), Frățilă (83)     | Creiniceanu (12), Constantin (p. 14, 63)                             |
| 4  | 22 Iunie 1966     | Sferturi                 | Steaua       | 2–0      | Dinamo         |                                                                         | —                                                                    |
| 5  | 22 Iunie 1969     | Finală                   | Steaua       | 2–1      | Dinamo         | Voinea (43, 75)                                                         | Dumitrache (50)                                                      |
| 6  | 26 Iulie 1970     | Finală                   | Steaua       | 2–1      | Dinamo         | Voinea (7, 56)                                                          | Dumitrache (79)                                                      |
| 7  | 4 Iulie 1971      | Finală                   | Steaua       | 3–2      | Dinamo         | Tătaru II (p. 23, 30, 80)                                               | M. Lucescu (2, p. 58)                                                |
| 8  | 8 Decembrie 1976  | Șaisprezecimi            | Dinamo       | 1–4      | Steaua         |                                                                         |                                                                      |
| 9  | 22 Mai 1984       | Finală                   | Dinamo       | 2–1      | Steaua         | Custov (45), Orac (53)                                                  | Lăcătuș (10)                                                         |
| 10 | 12 Iunie 1985     | Semifinale               | Steaua       | 5–0      | Dinamo         | Pițurcă (27, 50), Lăcătuș (35, 61), Balint (64)                         | —                                                                    |
| 11 | 25 Iunie 1986     | Finală                   | Dinamo       | 1–0      | Steaua         | M. Damaschin (71)                                                       | —                                                                    |
| 12 | 28 Iunie 1987     | Finală                   | Steaua       | 1–0      | Dinamo         | Bölöni (25)                                                             | —                                                                    |
| 13 | 26 Iunie 1988     | Finală                   | Steaua       | 2–1      | Dinamo         | Lăcătuș (27), Balint (90)                                               | Răducioiu (87)                                                       |
| 14 | 29 Iunie 1989     | Finală                   | Steaua       | 1–0      | Dinamo         | Hagi (67)                                                               | —                                                                    |
| 15 | 2 Mai 1990        | Finală                   | Dinamo       | 6–4      | Steaua         | Răducioiu (3, 42, 82), Mateuț (39), Sabău (47), Lupu (56)               | I. Dumitrescu (22), Lăcătuș (68), I. Rotariu (70), N. Ungureanu (85) |
| 16 | 13 Martie 1996    | Sferturi                 | Dinamo       | 0–1      | Steaua         | —                                                                       | Gâlcă (79)                                                           |
| 17 | 14 Aprilie 1999   | Semifinale, manșa întâi  | Dinamo       | 1–2      | Steaua         | Lupescu (p. 26)                                                         | Roșu (60), Dănciulescu (70)                                          |
| 18 | 5 Mai 1999        | Semifinale, manșa a doua | Steaua       | 3–1      | Dinamo         | Dănciulescu (8), Luțu (57, 61)                                          | Vlădoiu (86)                                                         |
| 19 | 24 Aprilie 2002   | Semifinale, manșa întâi  | Steaua       | 0–1      | Dinamo         | —                                                                       | Cl. Niculescu (75)                                                   |
| 20 | 8 Mai 2002        | Semifinale, manșa a doua | Dinamo       | 3–1      | Steaua         | Cl. Niculescu (47), Cl. Drăgan (59), Vl. Munteanu (82)                  | Cl. Răducanu (13)                                                    |
| 21 | 27 Noiembrie 2002 | Optimi                   | Steaua       | 0–3      | Dinamo         | —                                                                       | Fl. Petre (23), Stoican (67), Vl. Munteanu (74)                      |
| 22 | 25 Mai 2011       | Finală                   | Dinamo       | 1–2      | Steaua         | Torje (33)                                                              | Dică (24), Bărboianu (o.g. 51)                                       |
| 23 | 27 Martie 2014    | Semifinale, manșa întâi  | Steaua       | 5–2      | Dinamo         | Latovlevici (22), Varela (39), Chipciu (43), Tănase (45+2), Keserü (76) | D. Rotariu (32), Lazăr (53)                                          |
| 24 | 17 Aprilie 2014   | Semifinale, manșa a doua | Dinamo       | 1–1      | Steaua         | Tănase (22)                                                             | Matei (87)                                                           |
| 25 | 3 Martie 2016     | Semifinale, manșa întâi  | Dinamo       | 0-0      | Steaua         | —                                                                       | —                                                                    |
| 26 | 20 Aprilie 2016   | Semifinale, manșa a doua | Dinamo       | 2–2      | Steaua         | Enache (17), Chipciu (52)                                               | Ekeng (51), Puljić (75)                                              |

Notă: Din anul 2017, meciurile din Cupa României au fost disputate între FC FCSB S.A. și FC Dinamo, neputând fi încadrate în tradiționalul Etern Derby, deoarece palmaresul istoric este deținut de echipa CSA Steaua.
În finala Cupei României din 1988, golul lui Gavril Balint din minutul 90 a fost anulat pe motiv de ofsaid. La indemnul lui Valentin Ceaușescu, echipa Steaua a fost retrasă de pe teren. Inițial meciul s-a omologat 0-3 pentru Dinamo la „masa verde” conform regulamentului FRF, iar Cupa României i-a revenit echipei Dinamo București. Două zile mai târziu, la presiunea fiului dictatorului Nicolae Ceaușescu, FRF a revenit asupra deciziei iar Cupa României i-a fost cedată Stelei, rezultatul final omologat fiind de 2-1 pentru Steaua.

### Supercupa României
| # | Dată          | Echipa gazdă | Rezultat  | Echipa oaspete | Goluri (gazde)        | Goluri (oaspeți)                            |
| - | ------------- | ------------ | --------- | -------------- | --------------------- | ------------------------------------------- |
| 1 | 2 Martie 2002 | Steaua       | 2–1 (1–0) | Dinamo         | Trică (30, 86)        | Cl. Niculescu (71)                          |
| 2 | 31 Iulie 2005 | Steaua       | 2–3 (2–1) | Dinamo         | Dică (15), Iacob (44) | Bratu (38), Bălțoi (69), Cl. Niculescu (84) |

### Cupa Ligii
| # | Dată              | Faza competiției         | Echipa gazdă | Rezultat  | Echipa oaspete | Goluri (gazde)                                                           | Goluri (oaspeți)                                           |
| - | ----------------- | ------------------------ | ------------ | --------- | -------------- | ------------------------------------------------------------------------ | ---------------------------------------------------------- |
| 1 | 22 Decembrie 2016 | Semifinale, manșa întâi  | Dinamo       | 4–1 (1–0) | Steaua         | May Mahlangu (19) Dan Nistor (65) Valentin Lazăr (79) Dorin Rotariu (90) | Adnan Aganović (78)                                        |
| 2 | 1 Martie 2017     | Semifinale, manșa a doua | Steaua       | 1-3 (0-1) | Dinamo         | Denis Alibec (p. 63)                                                     | Dan Nistor (37), Patrick Petre (74), Sergiui Hanca (p. 82) |

## Recorduri
- Cea mai mare diferență de scor: 5-0 (CSA Steaua - Dinamo / 12 iunie 1985)
- Cea mai mare diferență de scor în deplasare: 0-4 (Dinamo - CCA / 11 aprilie 1956 si Dinamo - FCSB / 30 oct. 2024)
- Cele mai multe goluri într-un singur meci: 10 (Dinamo - Steaua 6-4 / 2 mai 1990)
- Cea mai lungă serie de meciuri fără înfrângere în fața rivalei: 19 (Steaua între 19 aprilie 1992 - 22 aprilie 2000)
- Cea mai lungă serie de victorii consecutive în cupă: 5 (Steaua între 22 iunie 1966 - 8 decembrie 1976)
- Cea mai lungă serie de victorii consecutive în campionat: 21 (CSA Steaua in anul 1989)

## Jucători care au evoluat la ambele echipe
| Nume                    | Steaua                        | Steaua   | Steaua | Dinamo                                  | Dinamo   | Dinamo |
| Nume                    | Perioadă                      | Apariții | Goluri | Perioadă                                | Apariții | Goluri |
| ----------------------- | ----------------------------- | -------- | ------ | --------------------------------------- | -------- | ------ |
| Vlad Achim              | 2016–2017                     | 25       | 1      | 2020–2021                               | 29       | 1      |
| Marin Andrei            | 1968–1969                     | 8        | 0      | 1970–1972                               | 22       | 0      |
| Tha'er Bawab            | 2016                          | 8        | 1      | 2017–2018                               | 13       | 0      |
| Eric Bicfalvi           | 2007–2012                     | 63       | 3      | 2016                                    | 7        | 1      |
| Valeriu Bordeanu        | 1999–2003                     | 40       | 1      | 2010–2011                               | 17       | 0      |
| Gabriel Boștină         | 2002–2007                     | 96       | 17     | 2007–2010                               | 73       | 2      |
| Bogdan Bucur            | 1991–1997                     | 90       | 2      | 1986–1988                               |          |        |
| Iosif Bükössy           | 1956–1958                     | 5        | 1      | 1958–1960                               | 16       | 3      |
| Adrian Bumbescu         | 1984–1992                     | 188      | 4      | 1980–1982                               | 36       | 0      |
| Cătălin Carp            | 2015–2016                     | 9        | 0      | 2021–2022                               | 13       | 2      |
| Augustin Călin          | 1996–1997                     | 23       | 4      | 1997–1999                               | 9        | 4      |
| Gheorghe Ceaușilă       | 1986                          | 1        | 0      | 1995                                    | 10       | 6      |
| Narcis Coman            | 1970–1974                     | 34       | 0      | 1968–1970                               | 30       | 0      |
| Marius Coporan          | 1997–1999                     | 21       | 0      | 1993–1997 1999–2000                     | 49       | 4      |
| Adrian Cristea          | 2013                          | 9        | 1      | 2004–2010                               | 161      | 26     |
| Andrei Cristea          | 2004–2006                     | 52       | 10     | 2008–2010 2012–2013                     | 67       | 23     |
| Tiberiu Curt            | 2003–2005                     | 18       | 1      | 2005–2006                               | 7        | 2      |
| Ionel Dănciulescu       | 1998–2001                     | 129      | 53     | 1995–1997 2002–2009 2010–2013           | 366      | 152    |
| Augustin Deleanu        | 1960–1963 (juniori)           | 0        | 0      | 1969–1976                               | 178      | 7      |
| Anton Doboș             | 1991–1996                     | 134      | 6      | 1989–1991                               | 47       | 2      |
| Florian Dumitrescu      | 1974–1975                     | 29       | 2      | 1971–1974                               | 66       | 15     |
| Alexandru Florea        | 1948–1949                     | 4        | 1      | 1951–1953                               |          |        |
| Ionel Fulga             | 1992–1994                     | 23       | 2      | 1990–1991 1995–1996                     | 26 28    | 3 2    |
| George Galamaz          | 2010–2011                     | 19       | 0      | 2004–2006                               | 41       | 0      |
| Răzvan Grădinaru        | 2013–2016                     | 6        | 0      | 2022                                    | 11       | 0      |
| Daniel Iftodi           | 1992–1994                     | 22       | 5      | 1998–2000                               | 59       | 13     |
| Sabin Ilie              | 1995–1997 1999–2000           | 69       | 36     | 2001                                    | 7        | 3      |
| Gheorghe Lăzăreanu      | 1947–1948                     | 10       | 0      | 1948–1949                               | 7        | 0      |
| Valentin Lemnaru        | 2014                          | 0        | 0      | 2006–2009                               | 1        | 0      |
| Srdjan Luchin           | 2014–2015                     | 9        | 0      | 2011–2014                               | 66       | 2      |
| Ciprian Marica          | 2016                          | 7        | 0      | 2001-2004                               | 23       | 4      |
| Adrian Matei            | 1997–1999                     | 65       | 3      | 1989–1993                               | 63       | 2      |
| Cosmin Matei            | 2010–2011                     | 5        | 0      | 2012–2016 2021–2022                     | 129      | 22     |
| Damian Militaru         | 1994–1999                     | 139      | 21     | 1993–1994                               | 25       | 6      |
| Cornel Mirea            | 1991–1992                     | 23       | 1      | 1990                                    | 21       | 0      |
| Dumitru Moraru          | 1974–1978                     | 84       | 0      | 1981–1989                               | 212      | 0      |
| Cătălin Munteanu        | 1996–1998                     | 45       | 22     | 2005–2008 2010–2014                     | 156      | 12     |
| Dorinel Munteanu        | 2003–2005 2008                | 32       | 2      | 1991–1993                               | 67       | 27     |
| Doru Nicolae            | 1973–1974                     | 1        | 0      | 1975–1976                               | 6        | 0      |
| Radu Niculescu          | 2000–2001 2003                | 9        | 4      | 1994                                    | 3        | 0      |
| Daniel Oprița           | 2002–2007                     | 107      | 15     | 2007                                    | 5        | 0      |
| Alexandru Păcurar       | 2010                          | 6        | 1      | 2004–2006                               | 14       | 1      |
| Gheorghe Pena           | 1988–1991                     | 19       | 7      | 1991–1992                               |          |        |
| Adrian Pitu             | 2003–2004                     | 24       | 3      | 1997–1998                               | 4        | 0      |
| Mihăiță Pleșan          | 2007–2010                     | 40       | 3      | 2005                                    | 12       | 2      |
| Dennis Politic          | 2025–                         |          |        | 2023-2025                               | 56       | 12     |
| Constantin Titi Popescu | 1953                          | 2        | 0      | 1950–1951                               |          |        |
| Gheorghe Popescu        | 1988                          | 13       | 1      | 2002                                    | 8        | 0      |
| Cristian Pușcaș         | 1996–1997                     | 5        | 0      | 1993–1995                               | 36       | 5      |
| Iulian Roșu             | 2011–2014                     | 1        | 0      | 2022–2024                               | 24       | 4      |
| Ion Sburlea             | 1991–1993                     | 27       | 1      | 1995                                    | 15       | 0      |
| Stere Sertov            | 1980–1982                     | 18       | 2      | 1982–1983                               | 3        | 0      |
| Florian Simion          | 1991–1992                     | 6        | 0      | 1997                                    |          |        |
| Bogdan Stelea           | 1995–1997                     | 47       | 0      | 1986 1987–1991 2004–2005                | 111      | 0      |
| Dorel Stoica            | 2010                          | 5        | 1      | 2011–2012                               | 10       | 1      |
| Gabriel Tamaș           | 2015-2016                     | 46       | 2      | 2002-2003 2004-2006 2008-2009           | 80       | 7      |
| Florin Tene             | 1998–1999                     | 13       | 0      | 1986–1987 1991–1992 1994–1995 2000–2001 | 57       | 0      |
| Andrei Toma             | 1980–1982                     | 17       | 0      | 1978–1980                               |          |        |
| Radu Troi               | 1975–1979                     | 87       | 17     | 1969–1970                               | 0        | 0      |
| Alexandru Tudose        | 2005–2006 2008–2010           | 10       | 0      | 2013                                    | 5        | 0      |
| Viorel Turcu            | 1982–1983 1986–1987           | 25       | 5      | 1983–1984                               | 11       | 2      |
| George Țucudean         | 2015                          | 17       | 3      | 2010–2013 2013–2014                     | 74       | 18     |
| Ion Vlădoiu             | 1990–1993 1995–1996 2000–2001 | 122      | 60     | 1998–1999                               | 36       | 26     |
| Dorel Zamfir            | 1982–1983                     | 8        | 2      | 1981–1982                               | 27       | 2      |

## Antrenori care au pregătit ambele echipe
| Nume                 | FCSB      | Dinamo                                            |
| Nume                 | Perioada  | Perioada                                          |
| -------------------- | --------- | ------------------------------------------------- |
| Coloman Braun-Bogdan | 1948      | 1948                                              |
| Constantin Cernăianu | 1981–1983 | 1985                                              |
| Florin Halagian      | 1984      | 1991–1994                                         |
| Traian Ionescu       | 1981      | 1970–1971                                         |
| Dorinel Munteanu 1   | 2008      | 2012                                              |
| Angelo Niculescu     | 1958      | 1953 1954 1955–1957 1964–1965 1965–1966 1979–1980 |
| Valentin Stănescu    | 1971–1972 | 1981–1982                                         |
| Colea Vâlcov         | 1948–1949 | 1954                                              |
| Walter Zenga 1       | 2004–2005 | 2007                                              |

1 - antrenor aflat încă în activitate

## Vezi și
- Al doilea joc (2014)